# 설피

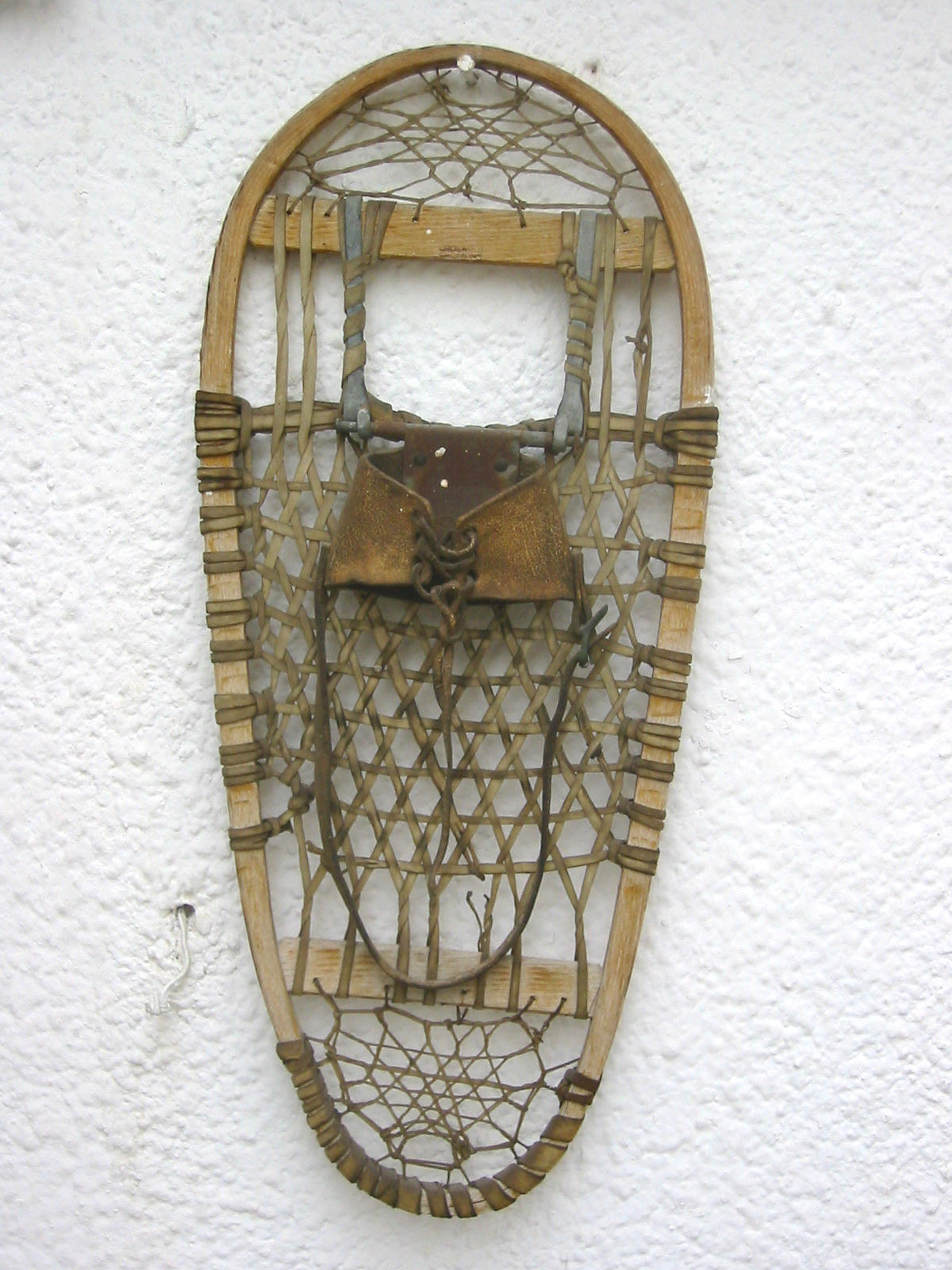
설피

설피(雪皮) 또는 스노슈즈는 눈이 많이 오는 지역에서 눈에 빠지지 않게 하기 위해 신발 위에 신고 다니는 덧신이다. 눈 위를 걷는 데 특화된 야외 장비이다. 넓은 바닥 면적 덕분에 사용자의 체중을 분산시켜 눈 위를 걷는 것보다 눈 위를 더 많이 이동할 수 있다. 조절 가능한 바인딩으로 적절한 겨울 신발에 부착할 수 있다.
전통적인 설피는 단단한 나무 프레임에 생가죽 격자를 채웠다. 현대의 설피는 가벼운 금속, 플라스틱, 그리고 기타 합성 소재로 만들어진다.
과거에는 모피 사냥꾼처럼 깊고 잦은 눈 속에서 이동해야 하는 사람들에게 설피가 필수 장비였다. 자동차가 접근할 수 없거나 사용하기 불편한 지역에서도 설피는 여전히 그 역할을 하고 있다. 하지만 오늘날 설피의 가장 큰 용도는 레크리에이션이다.
스노슈잉은 배우기 쉽고 적절한 조건에서 비교적 안전하고 저렴한 레크리에이션 활동이다. 하지만 얼음이 얼고 가파른 지형에서 스노슈잉을 하려면 고도의 기술과 등산용 크램폰 스노슈즈가 모두 필요하다.

## 같이 보기
- 풋웨어